# 身份证计划
身份证計劃（英語：Project IC）是一些人指控馬來西亞以輸入穆斯林移民來操縱選舉結果的一個秘密計劃。「IC」指的是马来西亚身份证（identity card）。该計劃主要集中在東馬沙巴實行，目的是透過改變沙巴人口結構來干預選舉投票模式，使之更加有利於執政政府和某些政黨。前國會上议院議員及州議員庄永谅（Chong Eng Leong）在2012年披露，馬來西亞已輸入75萬“身份证計劃公民”，而當中的20萬人是合資格選民。在其後的調查聽證會中，證實這個秘密的計劃可能存在。

## 背景
沙巴與砂拉越、新加坡和馬來亞聯合邦於1963年9月16日組成馬來西亞聯邦。沙巴是多種族州份，當中以卡達山-杜順人人口最多，亦與馬來西亞半島的其他州份不同，這裡大多數的原居民或土著都並非穆斯林。1960年，沙巴人口結構分佈如下：
| 人口百分比 | 族群             |
| ---------- | ---------------- |
| 32%        | 卡達山-杜順人    |
| 23%        | 華人             |
| 15.8%      | 其他穆斯林       |
| 13.1%      | 巴瑤族人         |
| 5.5%       | 印尼人           |
| 4.9%       | 姆律人（Muruts） |
| 1.6%       | 菲律賓人         |
| 0.4%       | 馬來人           |

基於這種族群結構，卡達山-杜順人最先主導了沙巴的政壇，故此沙巴的第一位首席部長由卡達山-杜順人莫哈末·法·史蒂芬出任。 此後，各個種族組成政黨輪流執掌政府。1967年以後，沙巴統一黨（USNO）及沙巴人民黨（BERJAYA）先後上場執政，它們在選舉中同樣依靠穆斯林的選票。沙巴人民黨黨魁哈里斯·薩利（Harris Salleh）是穆斯林，他曾公開承認正執行以穆斯林佔據沙巴人口的計劃。

## 情況
政黨及政客為了確立並鞏固在沙巴的政治主導地位，於是引進更多外來的穆斯林教徒，永久性地改變了沙巴的人口結構及政治生態。由1970年至2000年間，沙巴西海岸及內陸地區的非穆斯林土著（卡達山-杜順人、姆律人等）人口增長幅度為 162% ，而東海岸地區的人口增長卻是驚人的 1522% ；在同時段內，整個大馬的人口增長率僅為 113% ，但沙巴這一個州份人口增加率卻達 285% ，顯然涉及人為干預。於近年，沙巴州內的穆斯林選民已不是少數，他們的人數已經超越非穆斯林教徒；加上選區的劃分，以穆斯林選票為重的沙巴政黨已不再擔心政權穩固的問題。2006年，沙巴人口結構分佈如下：
| 人口百分比 | 族群             |
| ---------- | ---------------- |
| 25%        | 非公民           |
| 17.76%     | 卡達山-杜順人    |
| 14.62%     | 馬來西亞土著     |
| 13.4%      | 巴瑤族人         |
| 11.48%     | 馬來人           |
| 9.6%       | 華人             |
| 4.8%       | 其他             |
| 3.3%       | 姆律人（Muruts） |

### 1999年里卡士選舉上訴案
沙巴進步黨主席楊德利在1999年沙巴州選舉中當選成為里卡士州議員，當時的沙巴團結黨領袖莊永諒以懷疑里卡士出現一批可疑選民，以致楊德利非法取得勝利為由，入禀法庭進行選舉上訴。2001年6月8日，亞庇高庭宣布判決，裁定里卡士選舉無效、楊德利喪失州議席，法官在裁詞中表示楊德利是在「幽靈選民」的協助下取勝，而這批幽靈選民是從非法途徑取得身份證。莊永諒是最後一個入禀挑戰選民冊而獲勝的人，之後政府就增訂《選舉法令》第9A條，規定法庭沒有權限審核刊憲的選民登記冊。

## 調查
2012年8月11日，政府正式成立「沙巴非法移民皇家調查委員會」，組成及制定了委員會成員和職責範圍。 委員會於2013年1月14日開始舉行公開聽證會。調查報告最後把責任歸於某些貪汙的地方官員，認為馬來西亞政府從未推動此計畫。

### 調查項目
1. 調查沙巴州內被授予馬來西亞藍色身份證或公民身份的外國人數目
2. 調查授予此類身份證或公民身份的過程是否合法
3. 調查通過非法手段得到藍色身份證、臨時身份證或公民身份的人是否在沙巴的選民登記名冊當中
4. 調查當局是否已採取任何方法、規章或標準作業程序（SOP），以防止任何違法行為涉及其中
5. 通過考慮適用於馬來西亞的國際慣例，對向沙巴境內的外國人授予藍色身份證或公民身份的法規進行深入探討，並提出改善現行做法的建議
6. 根據以下類別調查沙巴人口增長背後的原因，並研究他們對選民登記冊上人數上升的影響：
  1. 在沙巴居住的沙巴公民，包括通過出世紙被授予藍色身份證或公民身份的沙巴公民；
  2. 外國工人（包括家庭成員）；
  3. 非法移民（包括家庭成員）和
  4. 逃犯
7. 調查向國外的外國人授予藍色身份證或公民身份之後，對沙巴社區的社會影響
8. 調查向沙巴州內“無國籍”的外國人授予藍色身份證或公民身份的數量[10]

### 證人供詞
前沙巴國民登記局副總監莫哈末納西爾（Mohd Nasir Sugip）作證時表示，沙巴選舉委員會曾指示他們發出身份證號碼予外來移民，以便植入選民登記冊，導致了國民陣線在有關選舉中勝選部分議席。他承認在蘇古選區植入了約800名選民，當時的沙巴選委會總監旺阿末（Wan Ahmad）亦曾呈上名單，要求將1,6000人納為穆斯林土著選民。莫哈末又指出，這個在1992年-1995年實行的秘密行動被稱為“爛榴蓮行動”，也即是民間所說的「M計劃」或「身份证計劃」。